# خوان روجاس (لاعب كرة قدم مواليد 1935)
خوان روجاس (بالإسبانية: Juan Rojas)‏ هو لاعب كرة قدم تشيلي، ولد في 11 يونيو 1935.